# جروان (اسم)
جروان” اسم عربي مذكّر، يُطلق على من يتصف بالشجاعة والوفاء. وهو يُشير في معناه إلى “ابن الأسد”، وكان العرب قديمًا يستخدمونه للدلالة على القوة، النُبل، والهيبة. .

## شخصيات تحمل الاسم
- جروان سالم (1931 – )

## وصلات خارجية
- موسوعة السلطان قابوس لأسماء العرب نسخة محفوظة 5 أبريل 2019 على موقع واي باك مشين.